# Cyptotrama chrysopepla
Cyptotrama chrysopepla es un hongo pequeño de la familia Physalacriaceae que crece sobre la madera. Es de color amarillo dorado brillante, de estípite y píleo secos. Posee un sombrero convexo a plano, a menudo estriado o surcado cerca del borde, cuya superficie puede ser de opaca a escamosa. Sus lamelas, de color blanco a amarillo, se encuentran muy unidas y se extienden desde el himenio hacia abajo a través del pie. Su esporada es blanca. Pueden encontrarse en pequeños grupos o grandes colonias. Se desconoce su comestibilidad.